# Teorie velkého třesku (4. řada)
Čtvrtá řada amerického sitcomu Teorie velkého třesku je pokračování třetí řady tohoto seriálu. Řada byla vysílána na americké televizní stanici CBS od 23. září 2010 do 19. května 2011. Má celkem 24 dílů. V Česku byla řada vysílána na stanici Prima Cool od 3. listopadu 2011 do 14. prosince 2011.

## Obsazení
- Johnny Galecki, Jim Parsons, Simon Helberg a Kunal Nayyar hráli ve všech epizodách.
- Kaley Cuoco nehrála ve dvou epizodách (4x05), (4x06).
- Melissa Rauch a Mayim Bialik nehrály v devíti epizodách.

## Seznam dílů
| Č. v seriálu | Č. v řadě | Původní název                           | Český název                     | Režie           | Scénář                                      | Premiéra v USA     | Premiéra v ČR      | Produkční kód |
| --- | --------- | --------------------------------------- | ------------------------------- | --------------- | ------------------------------------------- | ------------------ | ------------------ | ------------- |
| 64 | 1         | The Robotic Manipulation                | Robotická manipulace            | Mark Cendrowski | Steven Molaro, Eric Kaplan, Steve Holland   | 23. září 2010      | 3. listopadu 2011  | 3X6651        |
| Howard Wolowitz sestrojil robotickou ruku pro potřeby NASA a předvádí ji svým přátelům. Penny se po 4 měsících dozví, že Sheldon má holku - Amy Farrah Fowlerovou. Ten to ale popírá, tvrdí že jsou spolu pouze v pravidelném audiovizuálním kontaktu a plánují dítě pomocí umělého oplodnění. Penny mu doporučí, že by měl Amy poznat blíže a vezme je na společnou večeři. Sheldon a Amy spíše mlčí, Penny se snaží rozproudit konverzaci, což se otočí proti ní, když přijde na přetřes počet jejích milenců. Wolowitz využije robotickou ruku k sexuálnímu uspokojení, což nebyl dobrý nápad, jak vyjde zanedlouho najevo. |           |                                         |                                 |                 |                                             |                    |                    |               |
| 65 | 2         | The Cruciferous Vegetable Amplification | Obohacení košťálovou zeleninou  | Mark Cendrowski | Chuck Lorre, Steven Molaro, Jim Reynolds    | 30. září 2010      | 7. listopadu 2011  | 3X6652        |
| Sheldon si vypočítá, že zemře za 60 let - těsně předtím, než vyspělá technologie umožní přenesení lidské osobnosti do robotického těla a zajistí tak teoretickou nesmrtelnost. Přijde tak i o další významné objevy. Místo pizzy začne jíst košťálovou zeleninu a běhat s Penny. Pak sestrojí pojízdnou konstrukci s monitorem a kamerou, kterou vydává za svou osobnost, aby se uchránil před vlivem okolí a možností předčasného úmrtí. Tahle posedlost jej přejde teprve poté, co v restauraci spatří (zprostředkovaně přes kameru) spoluzakladatele Apple Computers Steva Wozniaka, který mu řekne, že kdyby se tu nacházel osobně, dal by mu autogram. Sheldon vytáhne svůj Apple II a pádí po schodech za Wozniakem. Daleko však neuběhne, na schodech zakopne a řítí se dolů. |           |                                         |                                 |                 |                                             |                    |                    |               |
| 66 | 3         | The Zazzy Substitution                  | Substituce domácím mazlíčkem    | Mark Cendrowski | Lee Aronsohn, Steven Molaro, Maria Ferrari  | 7. října 2010      | 8. listopadu 2011  | 3X6653        |
| Sheldon a Amy dávají ostatním najevo své vědomosti, což z nich činí neoblíbený pár. Oba jsou naladěni na stejnou notu až do chvíle, kdy Amy zpochybní významnost Sheldonova oboru. Následuje ukončení vzájemného vztahu. Sheldon si pořídí do bytu několik koček, Leonard má obavy o jeho duševní zdraví a tak zavolá jeho matce. Ta zinscenuje setkání Sheldona s Amy, během něhož se oba dají opět dohromady. |           |                                         |                                 |                 |                                             |                    |                    |               |
| 67 | 4         | The Hot Troll Deviation                 | Kyber-sexuální deviace          | Mark Cendrowski | Bill Prady, Lee Aronsohn, Maria Ferrari     | 14. října 2010     | 9. listopadu 2011  | 3X6654        |
| Bernadette se rozejde s Howardem, když zjistí, že si užíval v internetové on-line hře World of Warcraft s nějakou trollicí pod mostem Duší. Howard se časem zastaví za Penny a zeptá se jí na Bernadette, rád by se k ní vrátil. Penny jim poslouží jako prostředník a dvojice spolu obnoví vztah. Penny je zvědavá a netaktně u jejich stolu poslouchá, o čem se baví. Dozví se, že spolu ještě neměli sex. Sheldon a Rajesh mají na něčem spolupracovat, ale Sheldon nechce povolit Rajovi stůl ve své kanceláři. Nakonec na nátlak ostatních svolí a Raj si pořídí obrovský zdobený stůl. Jejich spory dále kulminují, Koothrappali v nich má navrch. |           |                                         |                                 |                 |                                             |                    |                    |               |
| 68 | 5         | The Desperation Emanation               | Feromonový zápach zoufalství    | Mark Cendrowski | Chuck Lorre, Steven Molaro, Steve Holland   | 21. října 2010     | 10. listopadu 2011 | 3X6655        |
| Leonard nemá momentálně žádnou známost a přátelé mu to dávají různými narážkami najevo. Nakonec využije dohodu s Wolowitzem o vzájemné pomoci při takových situacích. Howard řekne Bernadettě, aby vzala na večeři svou kamarádku Joy pro Leonarda. Joy se chová velmi nenuceně a příliš se Leonardovi nezamlouvá, ten se nakonec nechá pozvat na další rande díky vidině sexu. Sheldon se zalekne, když mu Amy řekne, že ho chce představit své matce. Začne se před Amy skrývat, dokud se nevysvětlí, že tato situace na jejich vztahu nic nezmění. |           |                                         |                                 |                 |                                             |                    |                    |               |
| 69 | 6         | The Irish Pub Formulation               | Alibi z Irské hospody           | Mark Cendrowski | Bill Prady, Eric Kaplan, Maria Ferrari      | 28. října 2010     | 14. listopadu 2011 | 3X6656        |
| Do Los Angeles přijede na jeden den Priya, Rajova sestra. Raj sice upozorní své přátele, aby se od ní drželi dál, to ale nezabrání Leonardovi, aby s ní strávil noc. Tím, kdo je odhalí, je Sheldon a Leonard po něm žádá, aby si to nechal pro sebe. Sheldon vymyslí Leonardovi alibi, že byl v irské hospodě a nechal se svést rusovlasou servírkou. Když se všichni přátele opět sejdou u jídla, Leonard se raději přizná, než aby pokračoval v rozvíjení Sheldonova alibi. Během vzrušené konverzace vyplují na povrch všelijaké věci, co si hoši provedli navzájem. Nakonec se všichni usmíří. |           |                                         |                                 |                 |                                             |                    |                    |               |
| 70 | 7         | The Apology Insufficiency               | Nedostatečnost omluvy           | Mark Cendrowski | Bill Prady, Steven Molaro, Steve Holland    | 4. listopadu 2010  | 15. listopadu 2011 | 3X6657        |
| Howard Wolowitz je má příležitost pracovat na tajném výzvědném satelitu, musí proto projít bezpečnostní prověrkou. Agentka FBI postupně navštíví jeho přátele a táže se jich na Howarda. Leonard se ji pokouší neúspěšně sbalit a Raj zmatkuje, protože se domnívá, že bude vyhoštěn. Důvodem, proč se Howard k projektu nedostane je prořeknutí Sheldona, že dříve zničil svěřené vozítko Mars Rover, když se pokoušel udělat dojem na jednu dívku. Sheldon se příteli omluví a myslí si, že je vše vyřízené, ale Howard omluvu nepřijme. Sheldon nemůže spát, protože ho trápí svědomí a tak Wolowitzovi nabídne své místo na gauči, které miluje mnohem více než svou matku. To už Wolowitz neodmítne. |           |                                         |                                 |                 |                                             |                    |                    |               |
| 71 | 8         | The 21-Second Excitation                | Jednadvacetisekundové vzrušení  | Mark Cendrowski | Lee Aronsohn, Steven Molaro, Steve Holland  | 11. listopadu 2010 | 16. listopadu 2011 | 3X6658        |
| Sheldon, Leonard, Raj a Howard se chystají do kina na film Dobyvatelé ztracené archy, který je o 21 sekund delší než původní verze. Sheldon je nervózní a chce už jít, aby si zajistili lepší sedadla v kině. Penny a Bernadetta plánují dámskou jízdu, na kterou se pozve i Amy Farrah Fowlerová.Vzájemná komunikace zpočátku vázne kvůli základním neznalostem sociální interakce Amy. Sheldon je svědkem, jak se jeho úhlavní nepřítel Wil Wheaton dostane přednostně do kina, zatímco na něj a jeho přátele nezbydou lístky. Rozhodne se to tak nenechat, bočním vchodem se dostane do kina a z promítací místnosti film ukradne. |           |                                         |                                 |                 |                                             |                    |                    |               |
| 72 | 9         | The Boyfriend Complexity                | Komplikovanost vztahů           | Mark Cendrowski | Bill Prady, Steven Molaro, Dave Goetsch     | 18. listopadu 2010 | 17. listopadu 2011 | 3X6659        |
| Penny prosí Leonarda, aby před jejím otcem, který je u ní na návštěvě hrál roli jejího přítele. Leonard souhlasí a navíc se dobře baví - vrací Penny to, že se s ním rozešla. Otec Penny si totiž již dříve Leonarda oblíbil a bere ho jako ideálního partnera pro svou dceru. Tato mystifikace vydrží do doby, kdy už Penny nemůže snášet Leonardův „zájem“ a otci prozradí pravdu. Raj má přes noc pozorovat dálkově ovládaným teleskopem na Havaji hvězdný systém Epsilon Eridani, noc mu zpříjemňují jeho nejlepší přítel Howard Wolowitz a Bernadetta. Když se Rajesh s pomocí alkoholu osmělí, začne si s Bernadettou dobře rozumět a společně se baví na úkor Howarda. Situace dospěje do momentu, kdy Raj chce políbit Bernadette, na což promptně Wolowitz zareaguje nastavením svých úst, která Koothrappali políbí. |           |                                         |                                 |                 |                                             |                    |                    |               |
| 73 | 10        | The Alien Parasite Hypothesis           | Hypotéza o cizím parazitovi     | Mark Cendrowski | Lee Aronsohn, Jim Reynolds, Maria Ferrari   | 9. prosince 2010   | 21. listopadu 2011 | 3X6660        |
| Na Amy Farrah Fowlerovou zapůsobí bývalý přítel Penny Zack a ptá se Penny, co ji vedlo k rozchodu. Penny odvětí, že jí nestačil po intelektuální stránce. Amy společně se Sheldonem rozebírají symptomy její reakce a dojdou k závěru, že se jedná o sexuální vzrušení. Sheldon zavolá Zackovi a zeptá se jej, zda by nestál o koitus s Amy a poté za ním Amy doprovodí do klubu. Z pohlavního styku sejde, Zack je pro Amy intelektuálně na úrovni primátů. Raj a Howard se přou, kdo bude čí pomocník, až se stanou superhrdiny. Rozhodnout má zápas v tělocvičně. |           |                                         |                                 |                 |                                             |                    |                    |               |
| 74 | 11        | The Justice League Recombination        | Rekombinace Ligy spravedlnosti  | Mark Cendrowski | Bill Prady, Steven Molaro, Steve Holland    | 16. prosince 2010  | 22. listopadu 2011 | 3X6661        |
| Blíží se Silvestr a Penny se vrátila k Zackovi, aby nebyla sama. Představí ho partě, ale kluci mají legraci z jeho nepříliš rozvinutého intelektu. Zack se urazí a odejde. Kluci se mu vzápětí omluví a vezmou ho do obchodu s komiksy, kde padne návrh, aby Zack šel na Silvestra za Supermana v jejich Lize spravedlivých. Penny má jít za Wonder Girl, což se jí příliš nezamlouvá. V soutěži kostýmů v komiksovém obchodě nakonec vyhrají, protože jako jediní mají ve svých řadách ženu. |           |                                         |                                 |                 |                                             |                    |                    |               |
| 75 | 12        | The Bus Pants Utilization               | Využití kalhot do autobusu      | Mark Cendrowski | Bill Prady, Steven Molaro, Eric Kaplan      | 6. ledna 2011      | 23. listopadu 2011 | 3X6662        |
| Leonard přijde s nápadem na aplikaci do chytrých mobilních telefonů (smartphonů), která bude řešit diferenciální rovnice. Aplikace může přinést určitý zisk, všichni jeho přátelé souhlasí. Týmovou spolupráci narušuje Sheldon svými egoistickými připomínkami a tak jej Leonard z týmu vyloučí. Sheldon se s tím nehodlá smířit a pokouší se zlanařit Koothrappaliho a Wolowitze do svého týmu. Když se mu to nepodaří, snaží se narušit práci svých přátel hraním na theremin. Je vykázán z bytu. Na schodech jej potká Penny, které se jej zželí a vezme ho k sobě domů. Navrhne mu vlastní aplikaci, která by dokázala podle fotografie botů zjistit, ve kterém obchodě v blízkém okolí se prodávají. Po chvíli začne Sheldon svým hraním lézt na nervy i Penny. Zařídí, že je Sheldon přijat zpět do Leonardova týmu. Ihned po svém znovupřijetí prohlásí projekt za špatný a je opět vyhozen. Nakonec souhlasí s Penniným návrhem a pustí se do programování algoritmu, zatímco Penny fotí vystavené boty. |           |                                         |                                 |                 |                                             |                    |                    |               |
| 76 | 13        | The Love Car Displacement               | Obstrukce v autě lásky          | Anthony Rich    | Lee Aronsohn, Steven Molaro, Steve Holland  | 20. ledna 2011     | 24. listopadu 2011 | 3X6663        |
| Amy se svěří Penny, že se stala její nejlepší kamarádkou a nabídne jí výlet do Big Sur na vědeckou konferenci. Po příjezdu na místo potká Bernadette svého bývalého dvoumetrového přítele Glenna. Howard je svědkem tohoto setkání a začne se podceňovat. Ačkoli je předem určeno, kdo s kým bude spát na pokoji, Bernadette spustí velké rošády, když už nemůže snést Wolowitzovo hořekování. Ráno se osobní rozepře přenesou i do přednášky. Výlet končí, Penny odjíždí do Los Angeles s Glennem. Ostatní odjíždějí společně a v autě se spolu nebaví. |           |                                         |                                 |                 |                                             |                    |                    |               |
| 77 | 14        | The Thespian Catalyst                   | Genialita uspávače hadů         | Mark Cendrowski | Bill Prady, Steven Molaro, Maria Ferrari    | 3. února 2011      | 28. listopadu 2011 | 3X6664        |
| Sheldon Cooper vede přednášku, ale jeho hodina je velmi nudná. Posluchači si o ní píšou nelichotivé zprávy na Twitteru a Flickru. Amy Farrah Fowlerová navrhne Sheldonovi, aby zkusil herectví. Sheldon se obrátí na Penny, jestli by jej něco nenaučila (Penny chtěla být dříve herečkou). Penny souhlasí. Se Sheldonem je těžké pořízení, když se během vlastní divadelní hry na téma Star Trek dostane při improvizaci do lítostivého stavu, Penny raději vytáčí číslo jeho matky. Rajesh Koothrappali se často zasní, Bernadette mu řekla, že je roztomilý a on si představuje situace, kdy je Howard Wolowitz buď těžce raněn, nebo nadlouho odjíždí a chce po něm, aby se o Bernadette postaral - především po sexuální stránce. |           |                                         |                                 |                 |                                             |                    |                    |               |
| 78 | 15        | The Benefactor Factor                   | Úterý smažených nočků           | Mark Cendrowski | Chuck Lorre, Eric Kaplan, Steve Holland     | 10. února 2011     | 29. listopadu 2011 | 3X6665        |
| Prezident univerzity Seibert zve hochy na sobotní večírek, jehož se účastní i sponzoři. Jediný Sheldon odmítne, tvrdí, že je to ponižující. Leonard se seznámí s paní Lathamovou, hlavním donorem univerzity. Lathamová Leonarda svádí, z čehož je zpočátku nesvůj. Když se svěří přátelům, každý z nich mu radí, ať se s ní vyspí, protože univerzita bude mít finance na nové přístroje. Leonard to nakonec udělá, ne však pro univerzitu, ale protože chce. Lathamová poskytla instituci finanční obnos už dříve, nezávisle na jeho rozhodnutí. Sheldon poznamená, že to je jediný Leonardův počin, kterým přispěl vědě. |           |                                         |                                 |                 |                                             |                    |                    |               |
| 79 | 16        | The Cohabitation Formulation            | Jak je důležité míti Sheldona   | Mark Cendrowski | Bill Prady, Steven Molaro, Jim Reynolds     | 17. února 2011     | 30. listopadu 2011 | 3X6666        |
| Howard se po sexu s Bernadette chystá ihned odejít domů. Rostenkowskou rozčiluje jeho závislost na matce a tak mu navrhne, aby bydleli spolu. Když matka na několik dní odjede, Wolowitz se přestěhuje ke své lásce. Ta rychle zjistí, že vzájemné soužití je něco jiného než společné plány. Wolowitz je natolik zdeformovaný, že v Bernadette vidí opět matku. Balí si kufry a pakuje se zpátky domů. Za to, že z domu utekl je potrestán domácím vězením. Do Los Angeles přijela Rajova mladší sestra Priya a začne vztah s Leonardem. S tím Rajesh nesouhlasí. Priya si s Leonardem skvěle rozumí, což je trochu proti srsti i Penny, kterou se snaží utěšit její samozvaná nejlepší kamarádka Amy. Sheldon v epizodě vystupuje jako laskavý hostitel a přítel v nouzi. |           |                                         |                                 |                 |                                             |                    |                    |               |
| 80 | 17        | The Toast Derivation                    | Archimedův princip              | Mark Cendrowski | Chuck Lorre, Steven Molaro, Jim Reynolds    | 24. února 2011     | 1. prosince 2011   | 3X6667        |
| Leonard jde k Rajovi, kde se už sešla téměř celá parta, protože jeho nová přítelkyně Priya (Rajova sestra) zde také bydlí. To se nezamlouvá Sheldonovi, který lpí na tradičních večerech v jeho a Leonarově bytě. Odmítne jít ke Koothrappalimu a pozve si nové přátele: Zacka - bývalého přítele Penny, Stuarta - prodavače v obchodě s komiksy a Barry Kripkeho. Sheldon si uvědomí, o co přišel až poté, co se jeho noví kamarádi pustí do zpěvu karaoke. Nakonec se k Rajovi dostaví. Bernadette a Amy vytáhnou Penny do klubu. Amy neustále připomíná Penny, že byla v Leonardově životě nahrazena „klenotem z Bombaje“, což se Penny nelíbí. |           |                                         |                                 |                 |                                             |                    |                    |               |
| 81 | 18        | The Prestidigitation Approximation      | Axiom karetního triku           | Mark Cendrowski | Chuck Lorre, Steven Molaro, Eric Kaplan     | 10. března 2011    | 5. prosince 2011   | 3X6668        |
| Priya vezme Leonarda na nákup a koupí mu nové oblečení. Leonard dokonce kvůli ní začne nosit kontaktní čočky. Priyi vadí, že Leonard udržuje přátelský vztah s Penny a chce po něm, aby jej utlumil. Hofstadter však není schopen to nějakým způsobem Penny naznačit. Wolowitz všem ukazuje karetní trik. Sheldona štve, že Howard (který nemá doktorát) může přijít s něčím, co on nedokáže rozluštit. Ačkoli k dešifrování využije superpočítač v Oak Ridge a na internetu se shání po izotopu uranu (U-235), nepodaří se mu trik objasnit. |           |                                         |                                 |                 |                                             |                    |                    |               |
| 82 | 19        | The Zarnecki Incursion                  | Útok hackera Zarneckiho         | Peter Chakos    | Bill Prady, Dave Goetsch, Jim Reynolds      | 31. března 2011    | 6. prosince 2011   | 3X6669        |
| Sheldonovi se někdo vloupá na účet on-line hry World of Warcraft a ukradne mu virtuálního pštrosa. Je z toho dost zničený. Howardovi se pachatele podaří vypátrat, je jím jistý Todd Zarnecki z Carlsbadu v Kalifornii. Kluci zorganizují trestnou výpravu. Leonard se sice zdráhá kvůli Priyi, které příliš neimponuje jeho záliba ve virtuálních hrách, přesto se nakonec zúčastní. Výprava však nemá očekávaný efekt, Zarnecki navíc vezme Sheldonovi jeho Bat'leth (zbraň ze Star Treku). Kamarádi jedou zpátky, ale cestou se jim porouchá automobil. Zachrání je Penny, která navíc dokáže velmi jednoduchým způsobem přimět Zarneckiho, aby Sheldonovi vrátil, co mu patří. |           |                                         |                                 |                 |                                             |                    |                    |               |
| 83 | 20        | The Herb Garden Germination             | Kontrolní drb o okrasné zahradě | Mark Cendrowski | Bill Prady, Steven Molaro, Steve Holland    | 7. dubna 2011      | 7. prosince 2011   | 3X6670        |
| Penny rozšíří fámu, že se Bernadette hodlá rozejít s Howardem. Toho se chytne Raj, který si na Bernadettu dělá zálusk. Sheldon a Amy rozšíří v rámci vlastního pozorování drb, že měli spolu pohlavní styk. Wolowitz využije příležitosti, kdy jsou všichni přátelé spolu a chce požádat Rostenkowskou o ruku. Ona mu odpoví kladně. Koothrappali, jenž si živil falešné naděje je zdrcen a ani to neskrývá. V závěru zazvoní Amy u Penny a sdělí ji mimo jiné další fámu, že čeká dítě se Sheldonem. Schází dolů po schodech, kde ji potká Leonard, který už je díky Penny informován. |           |                                         |                                 |                 |                                             |                    |                    |               |
| 84 | 21        | The Agreement Dissection                | Anulování Dohody spolubydlících | Mark Cendrowski | Chuck Lorre, Steven Molaro, Eric Kaplan     | 28. dubna 2011     | 8. prosince 2011   | 3X6671        |
| Sheldon se cítí omezován přítomností Priyi v bytě. Situace kulminuje, když chce jít na záchod a Leonard se v koupelně sprchuje s Priyou. Sheldon hrozí dohodou spolubydlících, ale Priya jako právnička jeho argumenty rozcupuje. Cooper se odebere k Penny a přidá se k dámské jízdě s Penny, Bernadette a Amy. Dámy se dozví, že umí tančit waltz a skupinka se vydá do nejbližší tančírny. Sheldonovi nevyhovuje pozice, do které ho postavila Priya. Amy mu poradí, aby se proti „vetřelci“ bránil jakýmkoli způsobem. Sheldon nakonec Priyu s Leonardem vydírá - pokud Leonard nepodepíše novou (pro něj nevýhodnou) dohodu spolubydlících, odešle jejím rodičům do Indie mail o jejich tajném poměru. Toho se Priya zalekne a Sheldon triumfuje. |           |                                         |                                 |                 |                                             |                    |                    |               |
| 85 | 22        | The Wildebeest Implementation           | Operace pakůň                   | Mark Cendrowski | Bill Prady, Eddie Gorodetsky, Maria Ferrari | 5. května 2011     | 12. prosince 2011  | 3X6672        |
| Bernadette se zmíní před Penny a Amy, že jde s Howardem k Leonardovi a Priyi na společnou akci. Amy toho hodlá využít k diskreditaci Priyi, kterou považuje za hlavního nepřítele skupiny. Amy nutí Bernadette šířit dezinformace o Penny. Rostenkowski nesouhlasí, nechce lhát, chodila na křesťanskou školu a je slušnou dívkou. Nakonec se podřídí. Na večírku rozšíří o Penny fámu, že má natáčet v Praze film a seznámila se s astronautem (měl to být architekt - za záměnu může funkce automatického doplňování textu v mobilních telefonech). Svým lhaním se dostává Bernadette pod tlak. Ostatní začínají pochybovat a Bernadette je stále nervóznější až nakonec vybuchne a uteče. Sheldon vymyslel šachy pro tři osoby a zavedl nové figurky: stařenku, hada, golfový vozík, aj. |           |                                         |                                 |                 |                                             |                    |                    |               |
| 86 | 23        | The Engagement Reaction                 | Zásnubní reakce                 | Howard Murray   | Chuck Lorre, Steven Molaro, Steve Holland   | 12. května 2011    | 13. prosince 2011  | 3X6673        |
| Howard plánuje říci své matce o zasnoubení se svou dívkou. Jeho matka se už s Bernadette setkala (byly společně v restauraci) a Wolowitze zajímá její reakce. Matce se Rostenkowski zamlouvá, ale když její syn nadhodí téma svatby, zkolabuje na záchodě. Howard se pokusí vyrazit dveře, což se mu nezdaří a navíc si pochroumá ruku. Přátelé jedou za ním a jeho matkou do nemocnice, jen Sheldon se zdráhá, má strach z nákazy. Vyjde najevo, že paní Wolowitzová nedostala infarkt, nýbrž prodělala otravu jídlem a v nemocnici chce vidět nejdříve svou budoucí snachu, jestli je v pořádku (poté, co měly stejné jídlo). Bernadette vyčítá Howardovi, že je „pucek“. Priya si začne povídat s Penny a brzy najdou společnou řeč na téma Leonardovy výkony v posteli. Sheldon se připlete do místnosti, kde leží pacient s nebezpečnou nákazou. Je nucen podstoupit dvoutýdenní karanténu. |           |                                         |                                 |                 |                                             |                    |                    |               |
| 87 | 24        | The Roommate Transmogrification         | Výměna spolubydlících           | Mark Cendrowski | Bill Prady, Eric Kaplan, Jim Reynolds       | 19. května 2011    | 14. prosince 2011  | 3X6674        |
| Leonard je s Priyou u Raje a toho irituje jejich hlasitá milostná předehra. Odebere se tedy k Sheldonovi, kde přespí v Leonardově pokoji. Navzájem se domluví, že si dočasně vymění adresu, Leonard bude s Priyou u Raje a Raj zase u Leonarda. Puntičkář Sheldon vše posvětí teprve poté, co Rajesh podepíše kvantum dokumentů. Je příjemně překvapen, když vidí, jakou Raj nachystal večeři. Zastaví se u nich Penny a když Cooper odejde spát, pokračuje v zábavě s ovíněným Rajem. Priya přijme videohovor od svých rodičů z Indie, kteří navážou řeč na její návrat domů. Na to zareaguje Leonard (stojící bokem, aby nebyl vidět) a vejde do záběru. Rozčiluje ho, že jej Priya tají před svými úzkoprsými rodiči. Priya tlak neustojí, nechce tuto situaci nijak řešit. Leonard odchází přespat k Sheldonovi. Penny se ráno vzbudí s Rajem v posteli a když vyjdou do pokoje, uvidí na gauči rozespalého Leonarda. Přichází i Howard, který se pohádal s Bernadette, protože mu koupila drahé hodinky značky Rolex (Bernadette získala čerstvě doktorát a nabídku na lukrativní zaměstnání, Howard se cítí méněcenný). |           |                                         |                                 |                 |                                             |                    |                    |               |